# Kanonicy Regularni Grobu Bożego

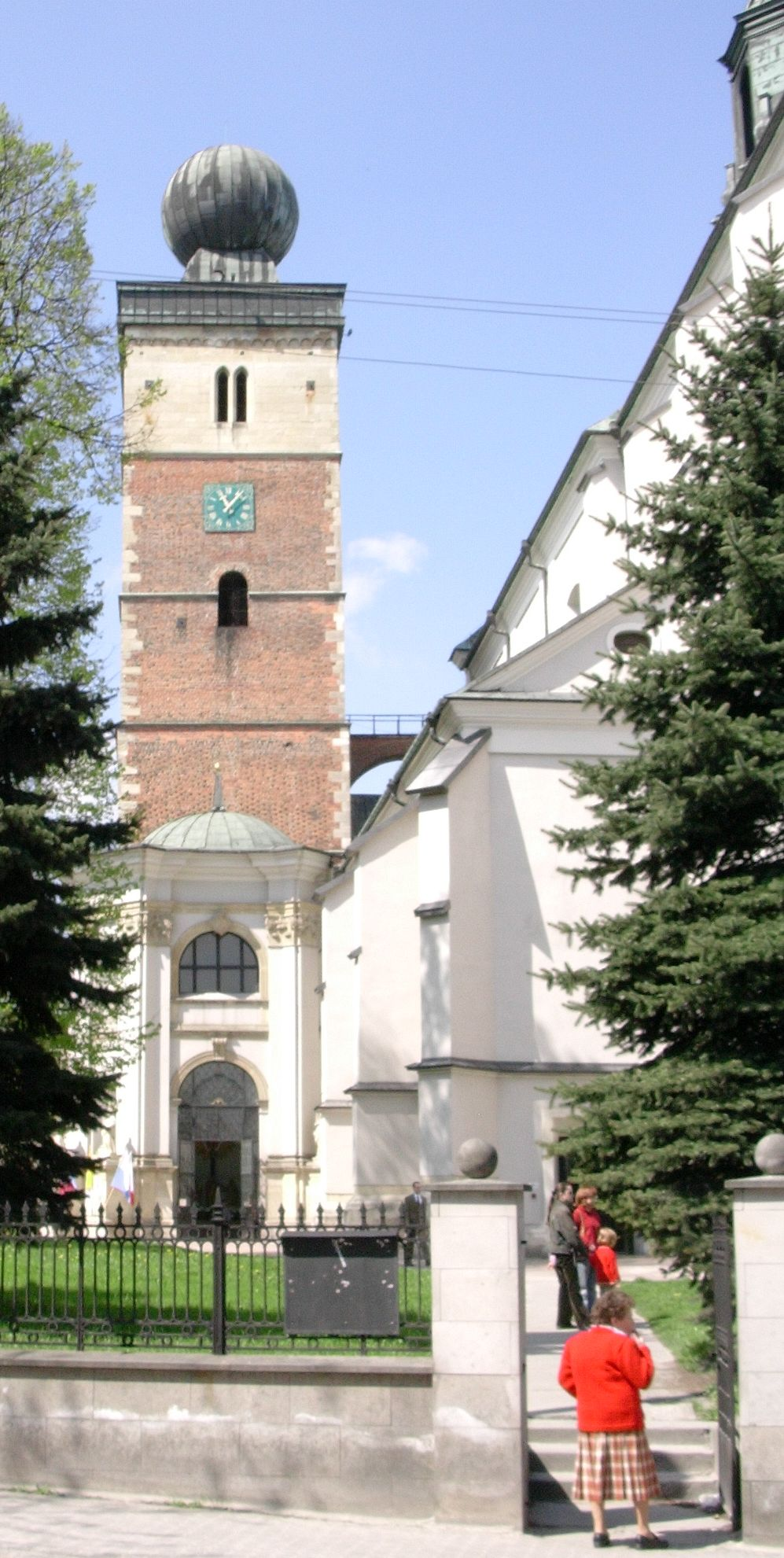
Bazylika mniejsza Grobu Bożego w Miechowie przy dawnym klasztorze bożogrobców

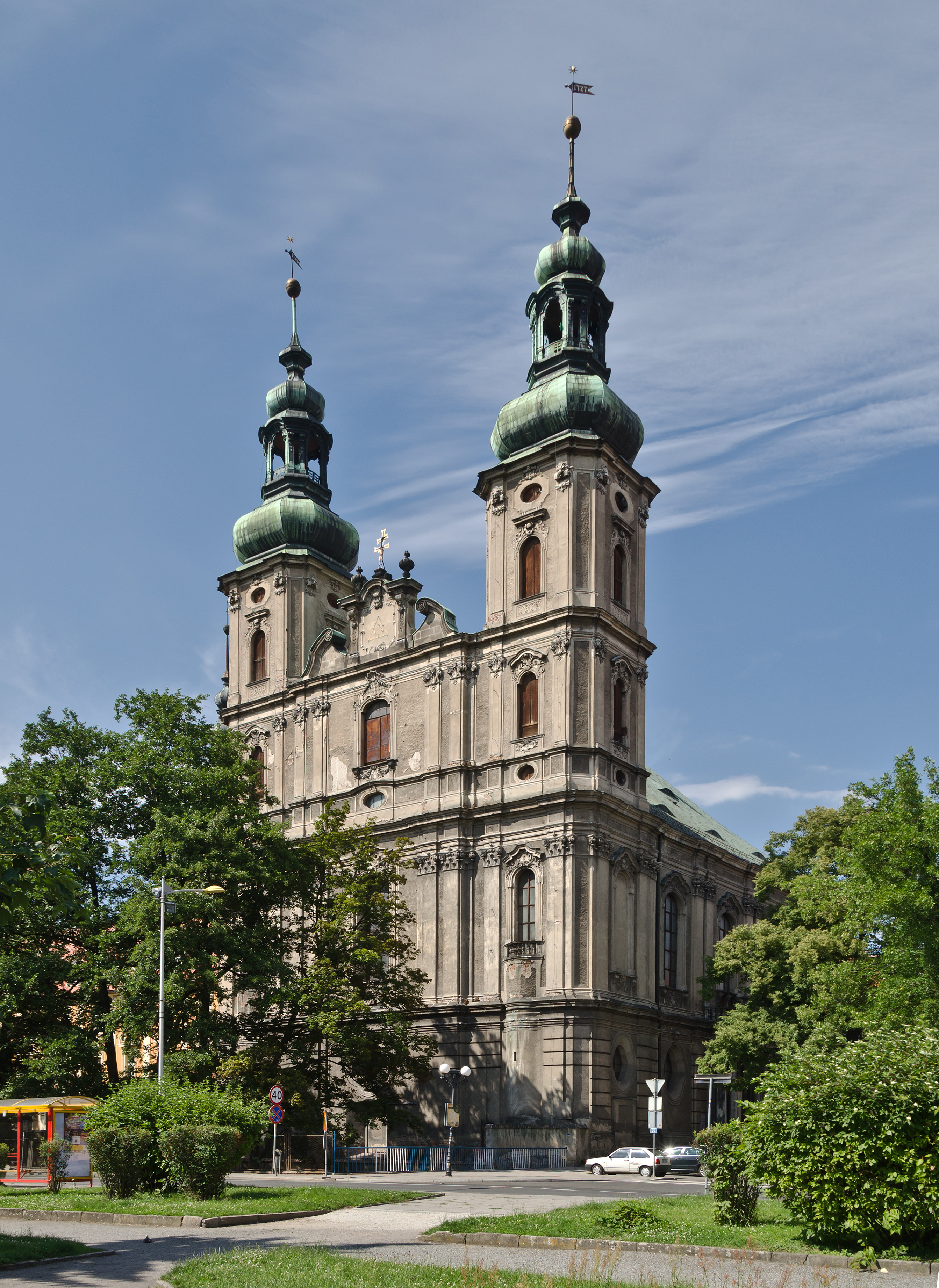
Kościół Świętych Apostołów Piotra i Pawła w Nysie przy dawnym klasztorze bożogrobców

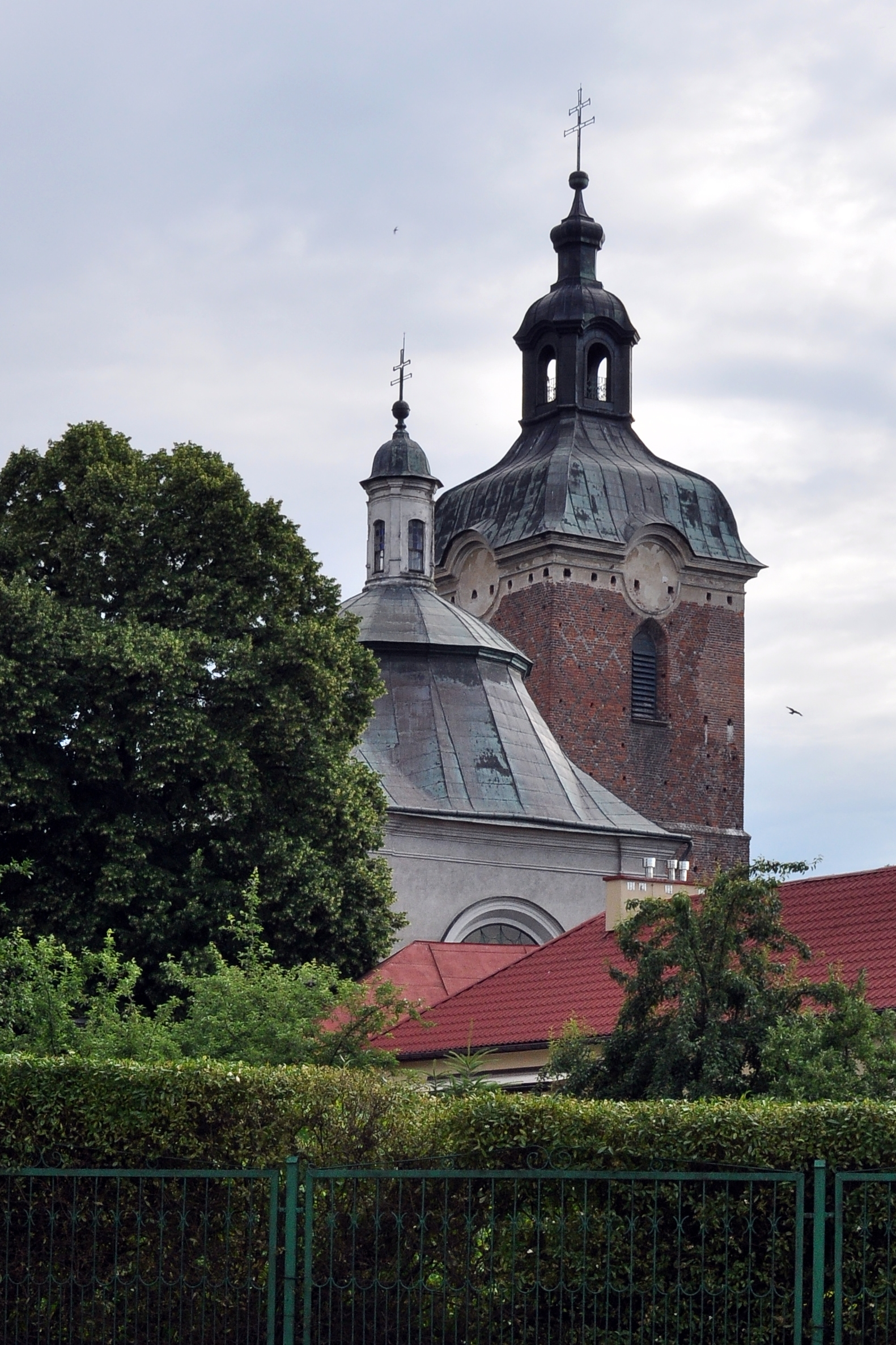
Bazylika mniejsza Ducha Świętego oraz kaplica Grobu Bożego w Przeworsku przy dawnym klasztorze bożogrobców

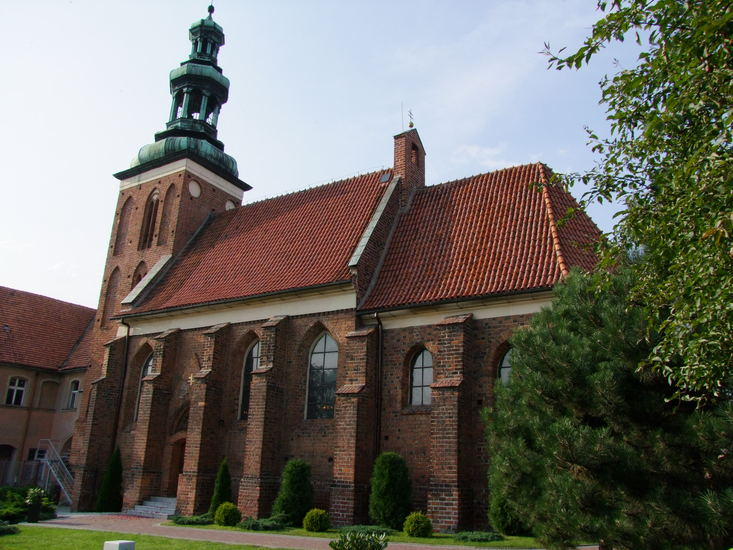
Kościół św. Jana Chrzciciela w Gnieźnie przy dawnym klasztorze bożogrobców

Kanonicy Regularni Grobu Bożego (CSsSH) (łac. Canonici Regulares Custodes Sanctissimi Sepulchri Hierosolymitani), pot. bożogrobcy – rzymskokatolicki zakon kanoników, osób duchownych, wywodzący się z założonej w 1099 r. przez Gotfryda z Bouillon kapituły, utworzonej celem sprawowania liturgii w Bazylice Grobu Świętego w Jerozolimie oraz otaczania opieką duszpasterską pielgrzymów; towarzyszyła im grupa krzyżowców mających zapewniać świątyni zbrojną ochronę. Zakon istniał do XIX wieku.
Tradycje Kanoników Regularnych Grobu Bożego w czasach współczesnych kultywuje Zakon Rycerski Grobu Bożego w Jerozolimie, zrzeszający osoby świeckie i duchowne, zawsze ściśle związany z Kanonikami Regularnymi Grobu Bożego. Współcześnie poza terenem Polski działa również rzymskokatolicki zakon Kanoniczek Regularnych Grobu Bożego, pierwotnie żeńska filia zakonu bożogrobców.

## Historia
Po przekształceniu we wspólnotę zakonną kanonicy otrzymali regułę św. Augustyna nadaną przez patriarchę Arnulfa z Rohes (1114 r.). W 1122 r. zatwierdził ich papież Kalikst II. Po upadku Akki (1291) zakon rozwijał się w Europie, a siedzibą przeora generalnego stała się Perugia. W 1471 r. zakon liczył 2080 członków. W I połowie XIV wieku zakon posiadał 88 klasztorów, a pod koniec XV wieku już blisko 200 placówek, skupionych w kongregacjach rozmieszczonych w Lombardii, Toskanii, Królestwie Neapolu, Niemczech, Węgrzech, Czechach i Polsce. W Europie bożogrobcy szerzyli kult Grobu Pańskiego i nabożeństwa pasyjne oraz prowadzili działalność charytatywną. Strój zakonny stanowiła czarna sutanna z czerwonym krzyżem dwuramiennym na lewej piersi, godłem zakonu.
Zakon przeżył poważny kryzys pod koniec XV wieku. Papież Innocenty VIII w 1489 r. inkorporował bożogrobców do zakonu joannitów (później zwanych Kawalerami Maltańskimi), jednak decyzja ta weszła w życie tylko na terenie Włoch. W XIX wieku zakon kanoników regularnych został zniesiony w większości krajów europejskich; we Francji przetrwał do okresu wojen napoleońskich, a w Hiszpanii do połowy XIX wieku. Na terenie Polski, w wyniku działań zaborców, uległ kasacji w 1819 r.

### Bożogrobcy w Polsce
Do Polski bożogrobców sprowadził w 1163 r. możnowładca Jaksa z rodu Gryfitów, który ufundował klasztor miechowski (w Miechowie, stąd używana w Polsce nazwa „miechowici”). Zakon szybko się rozwijał, otrzymując liczne nadania od książąt, możnowładców i biskupów. W okresie walk Władysława Łokietka ze zwolennikami rządów czeskiego króla Wacława II miechowici poparli tych drugich, czym narazili się na kilka najazdów. Społeczność zakonną tworzyli wówczas głównie Czesi i Niemcy, a Wacław II był wielkim protektorem zakonu w Czechach.
Po jego śmierci klasztor popierał przeciwników rządów Łokietka, w tym niemieckich mieszczan krakowskich pod wodzą wójta Alberta. W 1311 r. wojska książęce wypędziły bożogrobców z Miechowa i obsadziły klasztor zbrojną załogą. W 1314 r. zakonnicy powrócili do Miechowa. Zmiana władz klasztoru (wybór Polaka na to stanowisko, co stało się później regułą) doprowadziła do złagodzenia stosunku Łokietka do bożogrobców i do zwrotu majątków zakonnych.
W 1374 r. prepozyt miechowski został wikariuszem generalnym na całą Polskę i kraje sąsiednie. W czasach wielkiej schizmy zachodniej (1378–1418) uwolnił się od zwierzchnictwa patriarchy, opowiedział się po stronie papieża i uzyskał papieską konfirmację. Odtąd klasztor miechowski był podporządkowany Stolicy Apostolskiej. W tych czasach biskup Maciej Janina wprowadził kanoników regularnych św. Grobu do Leżajska i Przeworska. W latach 1411–1819, na mocy bulli papieskiej, prepozyci generalni miechowscy mieli prawo używania insygniów biskupich: infuły, pastorału, pierścienia, dalmatyki, a także prawo udzielania ludowi błogosławieństwa pasterskiego.  
Do XVI wieku powstały łącznie 32 ośrodki zakonu w Polsce. Aż do drugiej połowy XVI wieku wszystkie one podlegały bezpośrednio prepozytowi generalnemu z siedzibą w Miechowie. Prepozyt miechowski podlegał bezpośrednio patriarsze jerozolimskiemu, który zatwierdzał jego wybór. Później jednak, dla lepszej kontroli działalności zakonu i sprawniejszego zarządzania, konieczny stał się podział na cztery prowincje: małopolską, wielkopolską, mazowiecką i ruską. W 1774 r. kongregacja miała w Polsce 88 kapłanów i 19 kleryków.
Polscy bożogrobcy prowadzili działalność charytatywną i duszpasterską, przy ich konwentach organizowano parafie i szpitale. Spopularyzowali pochodzący z tradycji jerozolimskich zwyczaj budowania w kościołach na okres Wielkiego Tygodnia Grobu Pańskiego, organizowali nabożeństwa pasyjne. Poza swoimi pierwszoplanowymi zadaniami bożogrobcy w końcu XVIII wieku przejęli pod swoją opiekę część szkół po zlikwidowanym w 1773 r. zakonie jezuitów.

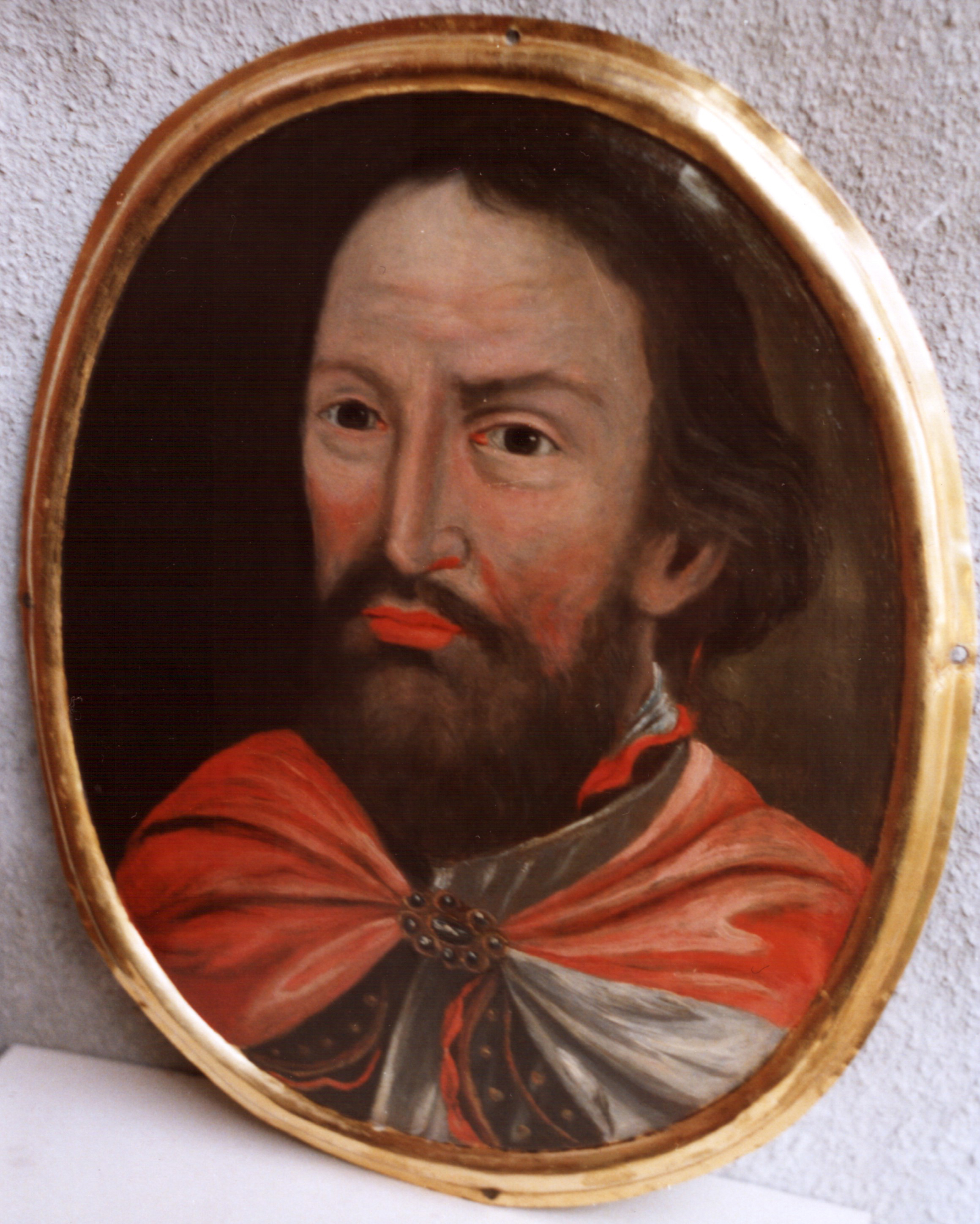
Portret imaginacyjny Jaksy Gryfity, który w 1163 r. sprowadził zakon do Polski (XVIII wiek)

Początek wieku XIX przyniósł stopniową likwidację zgromadzenia, najpierw w zaborze pruskim, a następnie austriackim. W 1819 r. w ramach działań Komisji Rządowej Wyznań Religijnych i Oświecenia Publicznego Królestwa Polskiego kierowanej przez Stanisława Kostkę Potockiego doszło do kasaty domu generalnego w Miechowie. Po likwidacji nowicjatu w klasztorze miechowskim zakonnicy stopniowo wymarli. W 1846 r. próbę reaktywacji zgromadzenia podjął Baltazar Chwalbiński (1784–1858), ówczesny proboszcz Parafii Grobu Bożego w Miechowie, wraz z czterema ostatnimi żyjącymi braćmi, jednak nie zgodziły się na to władze rosyjskie.
Ostatnim prepozytem generalnym był Tomasz Nowiński (1746–1830), a ostatnim członkiem zakonu Piotr Franciszek Pękalski (1790–1874), profesor Uniwersytetu Jagiellońskiego, autor książki O początku, rozkrzewieniu i upadku Zakonu XX. Kanoników Stróżów św. Grobu Jerozolimskiego (Kraków 1867). Oprócz Piotra Franciszka Pękalskiego o historii zgromadzenia pisali również inni zakonnicy konwentu miechowskiego, archiwista i bibliotekarz Samuel Nakielski (1584–1652) oraz prepozyt generalny Jakub Paweł Radliński (ok. 1684–1762).

### Muzea i ekspozycje muzealne
W 1999 r. powstało Muzeum Parafialne im. Stróżów Bożego Grobu w Chełmie, którego założycielem i wieloletnim kustoszem był miejscowy proboszcz ks. Antoni Tworek (1936–2020). Cenną kolekcję blisko 200 tkanin i szat liturgicznych ze skarbca bożogrobców z klasztoru w Miechowie prezentuje na wystawie stałej Muzeum Ziemi Miechowskiej.
W 2022 r. Muzeum Ziemi Miechowskiej i Parafia Grobu Bożego w Miechowie zrealizowały wspólny program „Zapomniane dziedzictwo – 800 lat historii skarbca miechowskich bożogrobców”.  W ramach projektu zrealizowano digitalizację 2D i 3D zabytkowych obiektów związanych z zakonem, które następnie wraz z opisami i materiałami towarzyszącymi zostały opublikowane w portalu Wirtualne Muzea Małopolski.

### Małopolski Szlak Bożogrobców

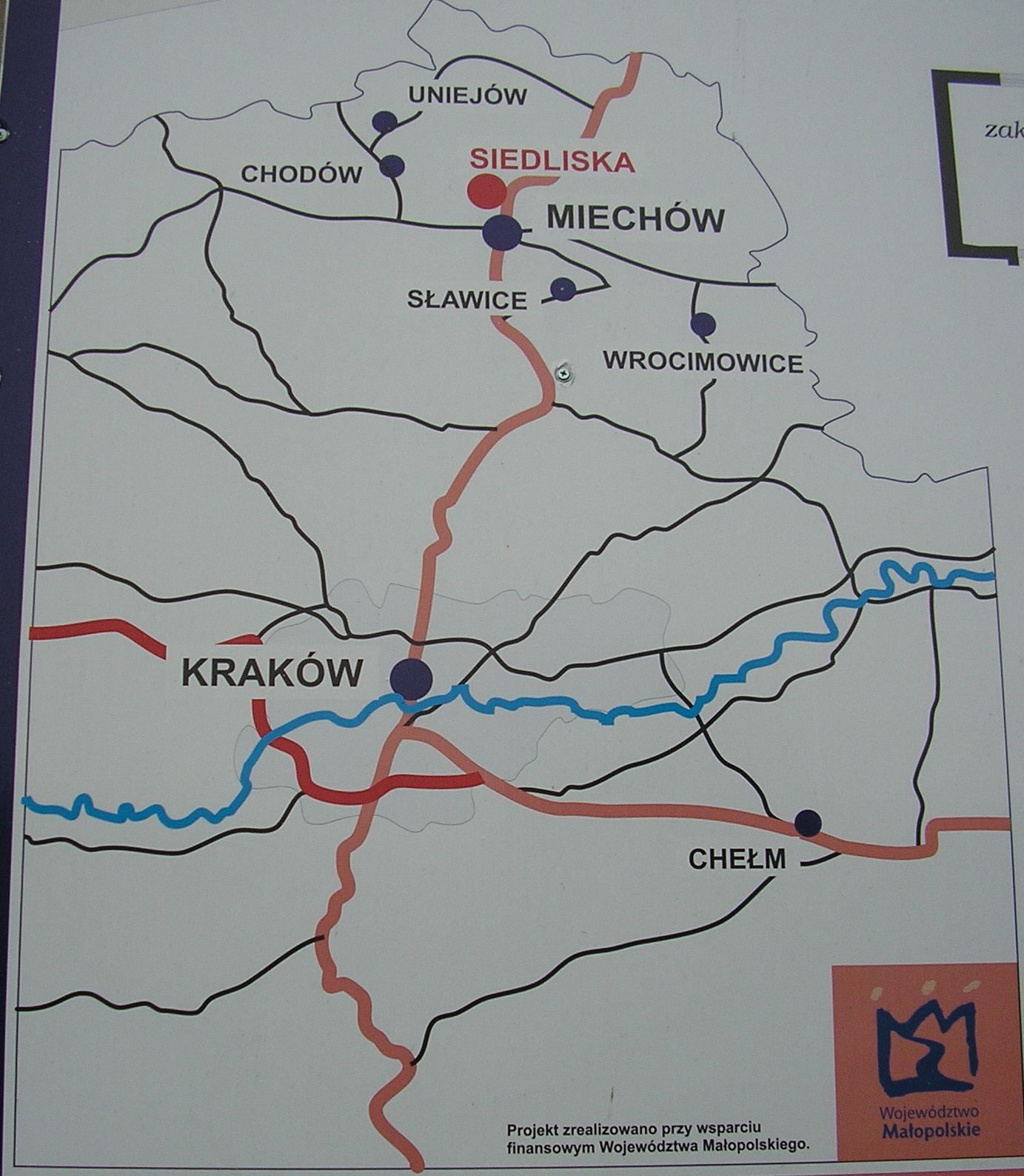
Małopolski Szlak Bożogrobców – miejsca związane z bożogrobcami na terenie Małopolski

W Małopolsce stworzono specjalny szlak poświęcony zakonowi Kanoników Regularnych Grobu Bożego z Miechowa, tzw. Małopolski Szlak Bożogrobców. Rozpoczyna się w bazylice kolegiackiej Grobu Bożego w Miechowie i obejmuje ponadto dziewięć kościołów w okolicznych miejscowościach:
- kościół Świętego Krzyża w Siedliskach
- kościół św. Wita w Uniejowie-Parceli
- kościół św. Jana Chrzciciela w Chodowie
- kościół świętego Wojciecha w Sławicach Szlacheckich
- kościół świętego Andrzeja w Wrocimowicach
- kościół św. Jadwigi w Krakowie
- kościół św. Barbary w Krakowie
- kościół Narodzenia św. Jana Chrzciciela w Chełmie
- kościół św. Kwiryna w Łapszach Niżnych

W każdej z miejscowości znajduje się tablica informacyjna dotycząca szlaku. Z Małopolskim Szlakiem Bożogrobców związany jest kościół świętego Jana Chrzciciela i Matki Boskiej Szkaplerznej w Krzesławicach, znajdujący się w dawnej wsi bożogrobców, obecnie części Krakowa.